# Wettringen (Stadtlauringen)
Wettringen ein Gemeindeteil des Marktes Stadtlauringen im unterfränkischen Landkreis Schweinfurt in Bayern.

## Geographie
Das Kirchdorf Wettringen liegt etwa fünf Kilometer südöstlich von Stadtlauringen auf 299 m ü. NHN und hat 250 Einwohner. Die Geißler, die das Dorf durchfließt, mündet bei Stadtlauringen in die Lauer. Am 1. Mai 1978 wurde die bis dahin selbständige Gemeinde in den Markt Stadtlauringen eingegliedert.
Wettringen liegt an der Staatsstraße 2281 und ist auch über einen neuen Rad- und Wirtschaftsweg von Stadtlauringen aus zu erreichen. Die katholische Kirche aus dem 18. Jahrhundert hat einen spätgotischen Turm. Der Innenraum der Kirche wurde in den Jahren 2001 bis 2003 renoviert.

## Baudenkmäler
- St. Kilian (Wettringen)